# 샤오궁취안

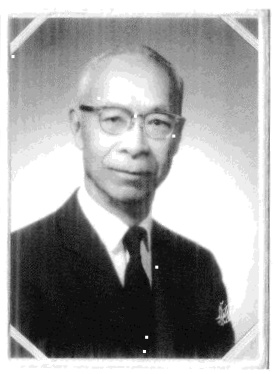

샤오궁취안(소공권, 蕭公權, 1897년 11월 29일 ~ 1981년 11월 4일)은 중국의 정치학자이다.
장시성에서 태어났다. 1920년에 베이징의 칭화 대학을 졸업하고 미국에 유학하였다. 1922년 미주리 대학교 신문방송학과를 졸업했다. 1926년에 코넬 대학교에서 정치 철학으로 박사학위를 받았다. 같은 해 중국으로 돌아가 난카이 대학 정치학 교수를 거쳐 1930년~1932년에 개신교 옌칭 대학 법학원 정치학과 교수, 1932년~1937년에 칭화 대학 법학원 정치학과 교수로 재직하였으며, 중국 정치 사상, 정치학 이론 등을 주로 강의하였다. 장시뤄, 첸돤성, 푸쉐펑 등과 함께 칭화 대학 법학과 정치학 분야의 주축이 되었다. 중일 전쟁, 태평양 전쟁과 그 이후의 기간에는 상하이 광화 대학, 청두로 옮긴 개신교 옌칭 대학, 쓰촨성 쓰촨 대학 등에서 재직하였다. 1949년 미국 워싱턴 대학교의 정치학 초빙 교수가 된 후는 구소련과 동북아의 정치를 주로 연구하였다. 1968년에 워싱턴 대학교에서 퇴임하였으며 시애틀에서 1981년에 사망하였다.